# Conductometrie
Conductometrie of geleidbaarheidsmeting is een van de elektrochemische analysemethoden, ook wel elektroanalyse genoemd. In de conductometrie wordt gekeken naar het gemak waarmee elektrische stroom door een oplossing geleid wordt. Conductometrie wijkt af van de andere elektrochemische methoden omdat de geleidbaarheid van alle ionen in oplossing wordt gemeten. Bij andere elektrochemische methoden, zoals potentiometrie, wordt gefocust op slechts één specifiek ion in oplossing

## Geschiedenis
De conductometrie is geruime tijd na de ontdekking van de wet van Ohm ontwikkeld. Omdat geleidbaarheid (hoe makkelijk gaat elektrische stroom) en weerstand (hoe moeilijk gaat elektrische stroom) gerelateerde begrippen zijn is geleidbaarheid in eerste instantie als één gedeeld door de weerstand beschreven, met eenheid: Ω−1 (één gedeeld door ohm, de weerstandeenheid weergegeven door de omega) . Omdat "een gedeeld door iets" ook wel "het omgekeerde" genoemd wordt, werd de eenheid ook vaak als een omega op zijn kop (℧) genoteerd. Vanwege dit wat ongebruikelijke teken is uiteindelijk voor de geleidbaarheid de eenheid siemens, symbool "S" afgesproken.

## Geleiding in oplossingen
Hoewel geleidbaarheid uiteraard ook in vaste stoffen gemeten kan worden is het gebruik in vloeistoffen de meest voorkomende vorm. In vloeistoffen kunnen geen elektronen verplaatst worden. Ladingtransport komt voor rekening van ionen. Dit betekent dat conductometrie voornamelijk in waterige oplossingen wordt toegepast. In organische oplosmiddelen zijn ionen in de regel niet goed genoeg oplosbaar.

### Concentratie
Als er meer natriumionen in een oplossing zijn (de concentratie is groter), dan zal het ladingtransport door natrium ook groter zijn. Voor verdunde oplossingen geldt een lineair verband tussen concentratie en geleidbaarheid: een twee keer zo hoge concentratie geeft een twee keer zo grote geleidbaarheid. In geconcentreerde oplossingen hebben de ionen "last" van elkaar en is de toename in geleidbaarheid kleiner dan op grond van de concentratietoename verwacht mag worden.

Zie ook: molaire geleidbaarheid.

#### Conductometrische titratie
Het feit dat de geleidbaarheid reageert op verandering van concentratie biedt de mogelijkheid conductometrie op een gelijksoortige manier als potentiometrie te gebruiken als eindpuntsmethode. In het voorbeeld hiernaast is het conductogram, het verloop van de geleidbaarheid als functie van de hoeveelheid toegevoegd reagens, van de titratie van HCl met NaOH uitgewerkt. In het begin van de titratie wordt het bewegelijke waterstof-ion vervangen door het tragere natrium-ion. De bijdrage van natrium neemt toe, die van waterstof af. Netto betekent dit een dalende geleidbaarheid. In het equivalentiepunt zijn alle waterstof-ionen opgebruikt, en is er effectief een oplossing van natriumchloride. Na het equivalentiepunt zorgt het toevoegen van meer natronloog voor een extra toename van ionen, en dus geleidbaarheid.

De rode lijn in de figuur geeft het gemeten conductogram weer, de bijdragen van de afzonderlijke ionen zijn alleen theoretisch aan te geven. De overgang van de dalende naar de stijgende lijn kan gebruikt worden om grafisch het equivalentiepunt te bepalen. Met behulp van AI is de overgang van de dalende naar de stijgende tak ook aanwijsbaar, waarna lineaire regressie op beide takken en het oplossen van het stelsel van twee vergelijkingen ({\displaystyle G\ =\ a_{1}V\ +\ b_{1}} en {\displaystyle G\ =\ a_{2}V\ +\ b_{2}}) rekenkundig tot het equivalentiepunt leidt.

Meer voorbeelden van conductometrische titratie zijn hier te vinden.

### Soort ion
Het verplaatsen van ionen door een oplossing kost moeite. Kleine ionen zullen zich makkelijker verplaatsen dan grote ionen. Hierbij moet niet de ionstraal genomen worden zoals deze in zouten geldt, maar de effectieve (gehydrateerde) ionstraal. Binnen de alkalimetalen neemt de op zouten gebaseerde ionstraal toe van lithium naar cesium, terwijl de hydratatie aanzienlijk afneemt. De bijdrage aan de geleidbaarheid van lithium is dan ook kleiner dan die van cesium.

### Temperatuur
Bij het verplaatsen van ionen door een oplossing vormt de viscositeit van het oplosmiddel een sterke belemmering. Als de temperatuur stijgt worden de bindingen tussen watermoleculen minder sterk en daalt de viscositeit, de geleidbaarheid stijgt dan. Bij conductometrische bepalingen dient de temperatuur daarom zo constant mogelijk gehouden te worden.

### Apparatuur
- Het is niet de bedoeling dat in de conductometrie de weerstand tussen draad en oplossing een grote rol speelt. Om deze weerstand zo laag mogelijk te maken wordt gebruikgemaakt van platina-elektroden, die bedekt zijn met een laagje platinazwart. De elektrode ziet er "vies" uit, maar verwijderen van de zwarte laag verhoogt de weerstand.
- Het is niet de bedoeling dat er elektrolyse optreedt aan de elektroden. Om deze reden wordt gebruikgemaakt van een wisselspanning (tot 1000 Hz) in plaats van gelijkstroom.